# 线纹连鳍䲗
⇄
线纹连鳍𮬣（学名：Synchiropus lineolatus），是䲗科連鰭䲗屬一种，分布于太平洋西部及印度洋海域。本种由法国学者阿希尔·瓦朗西安纳于1837年描述发表。种加词源自本种的身体下半部具有“纵向不连续的、珍珠色带棕色边缘的线条”。